# شکلات مارس
شکلات مارس شکلاتی است که توسط شرکت آمریکایی مارس تولید می‌شود. این شکلات برای اولین بار سال ۱۹۳۲ در منطقه باکینگهام شایر انگلستان تولید و به عنوان شکلات پوششی عرضه شد.

## نسخه جهانی
در سال ۱۹۳۲، فارست مارس، پسر یک شیرینی پز آمریکایی به نام فرانک. سی مارس، کارخانهای در منطقه تجاری اسلاو در بریتانیا را اجاره و شروع به تولید شکلات‌هایی حاوی بادام و کارامل با پوششی از شیر شکلات کرد.
در سال ۲۰۰۲ فرمول تهیه شکلات مارس و آرم آن بروز شد و قیمت آن نیز افزایش یافت. مقدار بادام کاهش و قطر شکلات روی آن نازکتر و به‌طور کلی وزن شکلات تا حدودی کمتر شد.
در استرالیا آرم شکلات مارس هیچ‌وقت تغییر نکرد و مثل قبل سال ۲۰۰۲ باقی مانده است.